# آسه‌پرومازین
آسه‌پرومازین (به انگلیسی: Acepromazine) دارویی است که از موارد استعمال آن می‌توان به قی، تشنج، بیخوابی‌ها، قلنج‌ها، خارش و بیماریهای روانی اشاره کرد.

## ملاحظات
مصرف این دارو در دوران بارداری ممنوع است.